# Chloroclystis eurymesa
Syncosmia eurymesa là một loài bướm đêm trong họ Geometridae.